# Siméon Luce
Pour les articles homonymes, voir Luce.
Siméon Auguste Luce, né à Bretteville-sur-Ay le 29 décembre 1833 et mort à Paris le 14 décembre 1892, est un archiviste et historien français.

## Biographie
Admis le premier en 1856 à l’École impériale des chartes, Luce se fit recevoir, tout en suivant les cours de l’École de droit, docteur ès lettres de la faculté de Paris en 1860. Archiviste paléographe, il est archiviste aux archives départementales des Deux-Sèvres et professeur d’étude critique des sources de l’histoire de France à l’École des chartes. Il est élu à l’unanimité membre auxiliaire en 1859, et titularisé en 1882, de l’Académie des inscriptions et belles-lettres, qui le charge de nombreuses missions scientifiques. En 1866, il est attaché comme archiviste aux Archives nationales.
Siméon Luce a été président de la Société de l'École des chartes, de la Société de l'histoire de France et de la Société des anciens textes français. Sous le Second Empire, il fut chef de cabinet du sénateur préfet de département des Bouches-du-Rhône.
Il a obtenu le Grand Prix Gobert à deux reprises, la première fois en 1870 pour ses savantes éditions, et derechef en 1876 pour son Histoire de Du Guesclin.

## Principales publications
- Histoire de la Jacquerie, Paris, A. Durand, 1859, XII-257 p. (lire en ligne). Nouvelle édition, considérablement augmentée et précédée d'une bibliographie des travaux de l'auteur : Histoire de la Jacquerie, Paris, Honoré Champion, 1894, XXIV-368 p. (présentation en ligne, lire en ligne).
- Chroniques de J. Froissart, 1869-1879.
- Histoire de Bertrand Du Guesclin et de son époque, 1876, lire en ligne.
- Jeanne d'Arc à Domremy : recherches critiques sur les origines de la mission de la Pucelle, accompagnées de pièces justificatives, Paris, Honoré Champion, 1886, CCCXIX-416 p., In-8 ° (présentation en ligne, lire en ligne).
- La France pendant la guerre de Cent ans, Paris, Hachette, 1890, VI-396 p. (présentation en ligne, lire en ligne).